# Långaryds församling
Långaryds församling är en församling i Hyltebruks pastorat i Östbo-Västbo kontrakt, Växjö stift och Hylte kommun. 
Församlingskyrkor är Långaryds kyrka och Landeryds kyrka.

## Administrativ historik
Församlingen har medeltida ursprung.
Församlingen var från medeltiden moderförsamling i pastoratet Långaryd och Färgaryd som 1 maj 1918 utökades med Femsjö församling och där 1962 Färgaryd blev moderförsamling.  1995 blev församlingen moderförsamling i pastoratet Långaryd, Unnaryd och Jälluntofta (denna uppgår sedan 2010 i Unnaryds församling). Från 2014 ingår församlingen i Hyltebruks pastorat.

## Series Pastorum[7]
- pater Marcus - kykoherde 1303
- herr Ulv - kyrkoherde 1348
- pater Thyrgils - kyrkoherde 1368
- pater Laurens - kyrkoherde 1437
- Petter Jonsson - kyrkoherde 1474
- fader Mats - kyrkoherde 1524
- Måns Dansk - siste katolske kyrkoherden
- Clementz Nielson - kyrkoherde 1552-1575
- Jonas Gudmundi - kyrkoherde 1576-1597
- Gudmund Petri - kyrkoherde 1598-1608
- Erland Petri - kyrkoherde 1609-1616
- Truls Skarp (Nicolaus Scarpius) - kyrkoherde 1617-1644
- Ambjörn Lindelius - kyrkoherde 1645-1684
- Henrikus Petri Comerus - kyrkoherde 1685-1725
- Eric Ruda - kyrkoherde 1725-1733
- Petrus Lundeen - kyrkoherde 1734-1740
- Petrus Colliander - kyrkoherde 1744-1773
- Isac Sandahl - kyrkoherde 1774-1796
- Samuel Adelin 1797-1834
- Carl Emanuel Eneroth 1835-1868
- Josef Bexell 1869-1906
- Carl Ekstrand 1907-1918
- Jacob Allgulin 1918-1937
- Carl Albinsson-Albemark 1939-1959